# Filippo Gherardi
Filippo Gherardi, född 1643 i Lucca, död 1704 i Lucca, var en italiensk målare under barockepoken. Han är mest känd för att tillsammans med Giovanni Coli ha utfört takfresken Slaget vid Lepanto i Galleria Colonna i Rom.

## Biografi
Filippo Gherardi var elev till Pietro da Cortona och skulle under dennes ledning 1669 måla kupolen i Santa Maria in Campitelli. Pietro dog dock plötsligt och beställningen blev inte av. Påföljande år fick Gherardi tillsammans med Giovanni Coli i uppdrag att freskmåla kupolen i San Nicola da Tolentino. De två målade Den helige Nikolaus av Tolentinos förhärligande och lät sig inspireras av Pietro da Cortonas kupolfresk i Santa Maria in Vallicella.
Gherardi och Coli blev bägge 1675 ledamöter av Accademia di San Luca. Mellan 1675 och 1678 utförde de monumentala fresker i Palazzo Colonna i Rom. Temat är scener ur amiralen Marcantonio Colonnas liv med slaget vid Lepanto som höjdpunkt.
Coli avled 1681 och Gherardi återvände så småningom till Lucca. Först utförde han dock takfresken Jungfru Marie namns förhärligande i kyrkan San Pantaleo i närheten av Piazza Navona. I denna fresk märks inflytandet från Gaullis takfresk Jesu namns förhärligande i Il Gesù. I Lucca målade Gherardi scener ur den helige Paulinus av Luccas liv i basilikan San Paolino.
Filippo Gherardi dog 1704 och är begravd i kyrkan San Cristoforo i Lucca.

## Verk i urval
- Takfresker (tillsammans med Giovanni Coli) – Santa Croce e San Bonaventura dei Lucchesi[4][5]
- Den helige Nikolaus av Tolentinos förhärligande, kupolen (1670–1671; tillsammans med Giovanni Coli) – San Nicola da Tolentino[6][7]
- Slaget vid Lepanto (1675–1678; tillsammans med Giovanni Coli) – Galleria Colonna, Palazzo Colonna[8][9]
- Jungfru Marie namns förhärligande, takfresk (1687–1692) – San Pantaleo[10][11]
- Scener ur den helige Franciskus av Paolas liv, korsgången – Sant'Andrea delle Fratte[12]

## Bilder
| - Scen från Slaget vid Lepanto. - Scen från Slaget vid Lepanto. - Jungfru Marie namns förhärligande, takfresk i San Pantaleo. |